# جلاكسي (قمر صناعي)

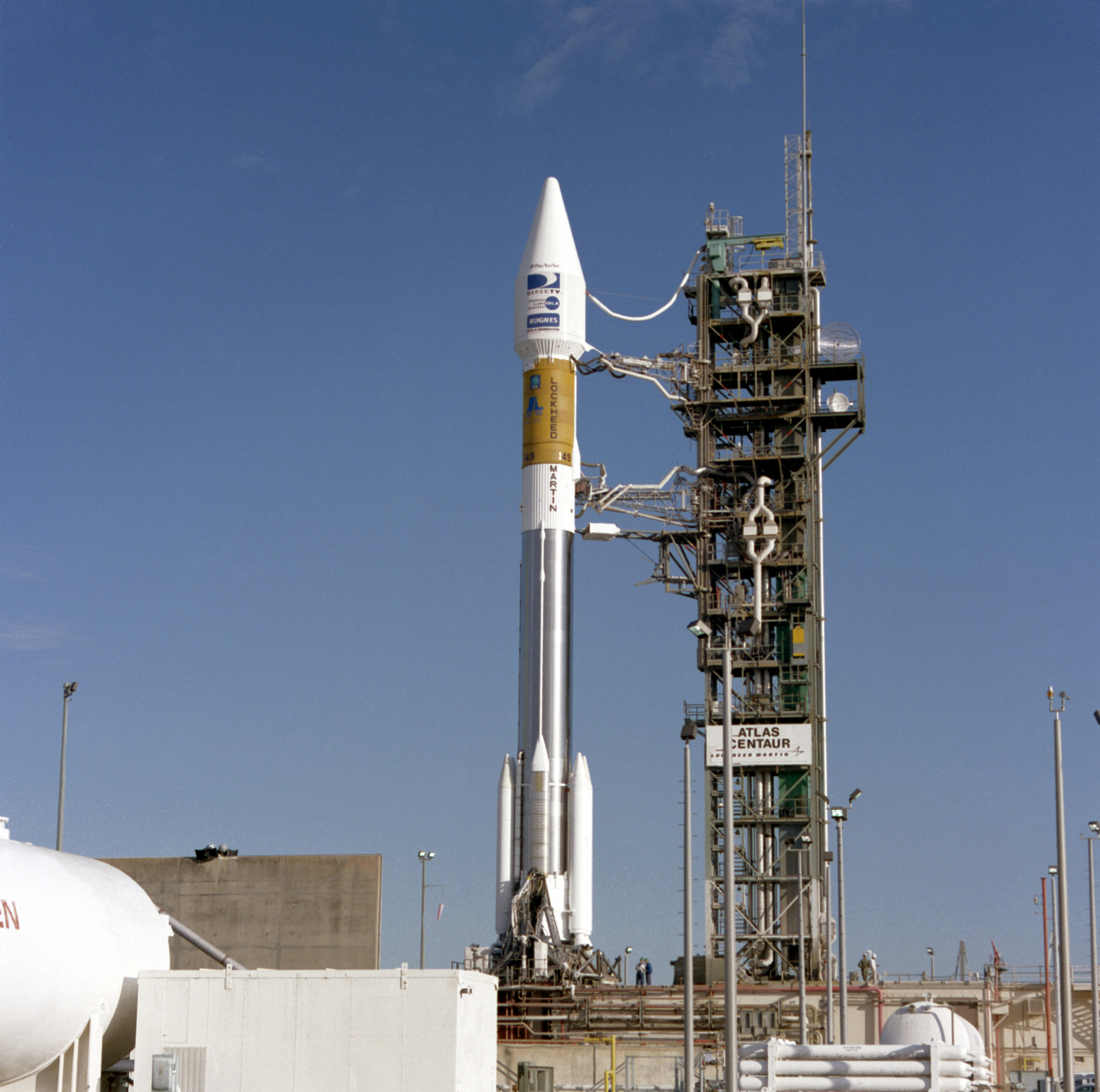

جالاكسي اسم لسلسلة من الأقمار الصناعية الخاصة بالاتصالات مملوكة وتدار من قبل شركة انتل سات، حيث أطلق أول قمر صناعيٍ منها المسمى جالاكسي 1 في 28 يونيو عام 1983.

## الأقمار الصناعية
| القمر       | تاريخ الإطلاق | الموقع        |
| ----------- | ------------- | ------------- |
| جالاكسي 17  | 2007م         | 74 درجة غربا  |
| جالاكسي 18  | 2008م         | 123 درجة غربا |
| جالاكسي 19  | 2008م         | 97 درجة غربا  |
| جالاكسي 23  | 2003م         | 121 درجة غربا |
| جالاكسي 25  | 1997م         | 97 درجة غربا  |
| جالاكسي 26  | 1999م         | 93 درجة غربا  |
| جالاكسي 27  | 1999م         | 129 درجة غربا |
| جالاكسي 28  | 2005م         | 89 درجة غربا  |
| جالاكسي 3سي | 2002م         | 95 درجة غربا  |